# Schignano
Schignano est une commune de la province de Côme, dans la région Lombardie, en Italie.

## Géographie
Schignano est un petit village italien situé à proximité du lac de Côme.

### Hameaux
Almanno, Auvrascio, Molobbio, Occagno, Perla, Retegno, Vesbio.

### Communes limitrophes
Argegno, Brienno, Carate Urio, Casasco d'Intelvi, Cerano d'Intelvi, Dizzasco, Moltrasio.

## Culture

### Jumelage
Saint-Amé (France) depuis 1988. Plusieurs dizaines de jeunes couples de ce village, portant fréquemment le patronyme de PEDUZZI et œuvrant dans le bâtiment, ont migré dans le secteur de Saint-Amé (Vosges), entre 1890 et 1936, répondant ainsi à un fort besoin local de nouvelles constructions dans l'industrie du textile.

## Administration
| Période                                  | Période | Identité | Étiquette | Qualité |
| ---------------------------------------- | ------- | -------- | --------- | ------- |
|                                          |         |          |           |         |
| Les données manquantes sont à compléter. |         |          |           |         |